# Sempervivum minus
Sempervivum minus és una espècie de planta amb flors de la família de les crassulàcies (Crassulaceae) del gènere Sempervivum.

## Descripció
Sempervivum marmoreum creix com una planta de roseta amb un diàmetre d'1 a 3 cm i forma uns quants estolons curts. Les fulles són el·líptiques, de forma inversa lanceolades a allargades, tenen una punta punxeguda. Són de color verd amb un resplendor de bronze i una base porpra, però sense una punta de color diferent.
Les tiges florals tenen unes fulles el·líptiques, lanceolades a en forma d'ou. La inflorescència té de 3 a 15 flors. Les onze a dotze flors tenen un diàmetre d'uns 1,6 cm. Els seus sèpals fan uns 2,5 mm de llarg. Els pètals són d'un color groc clar i fan uns 8 mm de llarg i 2,5 mm d'amplada. Els estams són de color groc clar. L'estil és inclinat i fa entre 2,5 i 3 mm de llarg. Els nectaris són gairebé quadrades a arrodonides i allargades de vegades tenen una punta gairebé rodona.

## Distribució i hàbitat
Sempervivum armenum és natiu al nord-est de Turquia. És una planta perenne suculenta i creix principalment al bioma temperat, a altituds de 600 a 2000 m.

## Taxonomia
Sempervivum minus va ser descrita per William Bertram Turrill i publicat a Hooker's Icones Plantarum 35: , t. 3401, a l'any 1940.
Etimologia
Sempervivum: nom compost per a dues paraules llatines Semper ("sempre") i vivus ("vivent"). Són Sempervivum a causa de ser plantes perennes que mantenen les fulles a l'hivern, i ser força resistents a condicions dificultoses de creixement.
minus: epítet llatí que significa "petit", "insignificant".
varietats
- Sempervivum minus var. glabrum Wale.[5]